# Ryvel
Ryvel, né Raphaël Lévy le 5 janvier 1898 à Tunis et décédé le 16 octobre 1972 à Cannes, est un écrivain tunisien.

## Biographie
Après une formation à l'École normale israélite orientale, rattachée à l'Alliance israélite universelle (AIU), il enseigne dans les écoles de l'AIU : à Tunis de 1919 à 1935, à Sousse jusqu'en 1938 et à Casablanca jusqu'en 1944. Contrairement à la direction de l'organisation, Ryvel se montre favorable au sionisme. Après la Seconde Guerre mondiale, il revient à Tunis et devient inspecteur des écoles de l'AIU. Il part pour la France après l'indépendance de la Tunisie en 1956.
Neveu de Jacques Vehel, autre écrivain de cette période, il obtient son pseudonyme en ajoutant la première lettre de son prénom à son patronyme inversé.

## Publications
Il publie plusieurs ouvrages, nouvelles, contes et poèmes, s'inspirant de la vie quotidienne de la communauté juive de Tunisie,. Les plus connus sont La Hara conte… qui évoque la vie dans le quartier juif de Tunis et L'Enfant de l'Oukala pour lequel lui est décerné le Prix de Carthage en 1931.
- La Hara conte…, Paris, Ivrit, 1929 (lire en ligne), co-écrit avec Vitalis Danon et Jacques Vehel.
- L'Œillet de Jérusalem, Tunis, La Kahéna, 1930.
- L'Enfant de l'Oukala, Tunis, La Kahéna, 1931 (réimpr. Jean-Claude Lattès, coll. « Judaïques », Paris, 1980).
- En marge de la Bible, Tunis, La Kahéna, 1933.
- Le Bestiaire du ghetto avec Jacques Vehel, Tunis, La Kahéna, 1934.
- Les Lumières de la Hara, Tunis, La Kahéna, 1935.
- Les Chants du ghetto, Tunis, La Kahéna, 1937.
- Le Nebel du Galouth, Tunis, La Cité des Livres, 1946.
- Semaine des Roses, Tunis, Hadida, 1954.
- Destins ou le Ghetto à l'école, Paris, Le Manuscrit, 2007[2].

On lui doit aussi des pièces de théâtre comme Terre d'Israël (créée le 16 mars 1927 au Théâtre municipal de Tunis), Tseddaka (traduite en hébreu) ou L'Enquête (créée le 17 mars 1937 à Sousse),.